# Broumovská vrchovina
Broumovská vrchovina (niem. Braunauer Bergland) – jednostka geomorfologiczna w północno-wschodnich Czechach, o powierzchni około 535 km², przecięta granicą państwową polsko-czeską. Średnia wysokość wynosi 527 m n.p.m.
Najwyższym szczytem jest Szczeliniec Wielki (919 m n.p.m.), a po czeskiej stronie Královecký Špičák, o wysokości 880,6 m n.p.m. Dzieli się na kilka mniejszych jednostek. Lasy pokrywają około 1/3 krainy.

## Podział
Według czeskich geomorfologów Broumovská vrchovina dzieli się na następujące części:
- Žacléřská vrchovina
  - Bernartická vrchovina
  - Góry Krucze (czes. Vraní hory)
  - Radvanická vrchovina
  - Jestřebí hory
- Meziměstská vrchovina
  - Góry Suche (Javoří hory)
  - Broumovská kotlina
- Polická vrchovina
  - Adršpašskoteplické skály
  - Polická stupňovina
  - Broumovské stěny
  - Góry Stołowe (Stolové hory)
  - Polická pánev

Przy tak określonym zasięgu Broumovská vrchovina obejmuje fragmenty Gór Kruczych i Gór Suchych w Górach Kamiennych, Obniżenia Ścinawki, Gór Stołowych oraz Jestřebí hory wraz z otaczającymi je pogórzami, czyli dużą część Sudetów Środkowych, pokrywającą się z zasięgiem niecki śródsudeckiej z wyjątkiem jej północnej i północno-wschodniej części (Góry Wałbrzyskie, część Pogórza Wałbrzyskiego, Wzgórza Włodzickie, skrawki Gór Sowich i Gór Bardzkich).

## Geologia
Pod względem geologicznym Broumovská vrchovina jest częścią niecki śródsudeckiej. Obejmuje jej południową i środkową część. Žacléřská vrchovina i Góry Suche zbudowane są górnokarbońskich (przeważnie szarych) piaskowców, zlepieńców i łupków ilastych z pokładami węgla kamiennego oraz permskich (zwykle czerwonych) piaskowców, zlepieńców i łupków ilastych z wkładkami wapieni. Osady te przecinają wystąpienia karbońskich i głównie permskich skał wulkanicznych: porfirów, melafirów oraz ich tufów. W Kotlinie Broumovskiej i u podnóża Broumovskich Ścian znajdują się wychodnie piaskowców triasowych. Pozostała część regionu zbudowana jest przede wszystkim z piaskowców, a ponadto mułowców i margli górnokredowych.